# كريستيان وورستيسن
كريستيان وورستيسن (اللاتينية: Christianus Urstisius؛ ويُطلق عليه أيضًا اسم Wursteisen، أو Wurzticius، أو Ursticius، أو Urstisius، أو Urstis) كان عالم رياضيات ولاهوت ومؤرخ من بازل (23 كانون الأول 1544 – 29 آذار 1588 م). وُلد في ليستال وتوفي في بازل.
.

## الحياة
في عام 1565 م، أصبح أستاذًا للرياضيات في جامعة بازل، وفي عام 1585 م أستاذًا للاهوت. وفي العام التالي، عيّنه قاضي المدينة مؤرخًا للمدينة في الأكاديمية، وهو المنصب الذي شغله حتى وفاته. وقد دُفن في مونستر.
طُبعت الطبعة الثانية من كتاب نيكولاس كوبرنيكوس "حول دورات الكواكب السماوية" في بازل. ويُنسب إلى وورستيزن تقديم أعمال كوبرنيكوس إلى غاليليو غاليلي، بينما غالبًا ما يُنسب تبني غاليليو لنظرية مركزية الشمس إلى مايكل مايستلين. ويُذكر كريستيان وورستيزن بالاسم في كتاب "حوار غاليليو". ومع ذلك، فقد تم التشكيك في هذا الإسناد، ويُنسب إلى رجل آخر يحمل اسمًا مشابهًا، وهو كريستوفر وورستيزن، الذي قدّم نظريات كوبرنيكوس إلى بادوا.
وقد قرأ جون ميلتون والفيلسوف المجري أندرياس دوديث كتابه الرياضي عناصر الحساب (Elementa arithmeticae).
في سجله لمدينة بازل عام 1580 م، أطلق وورستيزن على الصبغات الشعارية أسماء الأحرف الأولى من الألوان المُختارة، وهو مبدأ يُسمى الخِداع. وقد وضّحه الرسام جريجوريوس سيكينجر من سولوتورن.

## الأعمال
- فورستيزن، كريستوف: "تاريخ بازل": وفيه كل ما وقع من أحداث جديرة بالذكر في الأراضي الألمانية العليا، لا سيما في مدينة وأسقفية بازل، منذ نشأتها وحتى السنة الحالية 1580م، قد تم توثيقه بدقة. كما يشتمل على وصف موثوق لما جرى في الاتحاد السويسري، وبورغونيا، وألزاس، وبرايسغاو. وقد أُدرجت فيه أيضاً أنساب وشعارات النبالة للعديد من الأسر والنُبَلاء. (تتضمّن الرسالة التي كتبها إينِاس سيلفيوس، وفيها وصف مختصر لمدينة بازل. قام بترجمتها كريستوف فورستيزن...) ص. 20. سيباستيان هنريكبيتري[الإنجليزية] : بازل، 1580 م. مجلد: كريستيان وورستيسن في كتب جوجل
- فورستيزن، كريستيان (أو أورستيسيوس): عناصر الحساب، مستنبطة وفق القوانين المنطقية، لاستخدام أكاديمية بازل. بجهد وعناية كريستيان أورستيسيوس. بازل، 1579م. سيباستيان هنريكبيتري[الإنجليزية].
- فورستيزن، كريستوف: مؤرخو ألمانيا المشهورون، الذين خلد معظمهم الأحداث التاريخية من عهد الإمبراطور هنري الرابع وحتى سنة المسيح 1600. المجلد الأول [– الجزء الثاني]. نُشر لدى ورثة أندرياس فيشل، سنة 1585م. كريستيان وورستيسن في كتب جوجل
- ماتياس نوينبورغ[الإنجليزية]، ألبرت ستراسبورغ ، يوهانس كوسبينيانوس[الإنجليزية]، كريستيان وورستيزن: سِفر أخبار ماتياس النويْنبرغي، مع التكملة وسيرة بيرختولد فون بوخيغ. حوليات ماتياس فون نويْنبرغ بحسب مخطوطتي برن وستراسبورغ، مع قراءات نُسَخ كوسبينيان وأورستيسيوس (فورستيزن). مطبعة شتامفلي (غ. هوينرفادل)، 1866م. كريستيان وورستيسن في كتب جوجل

## روابط خارجية
- August Bernoulli (1898), "Christian Wurstisen", Allgemeine Deutsche Biographie (ADB) (بالألمانية), Leipzig: Duncker & Humblot, vol. 44, pp. 346–347 {{استشهاد}}: line feed character في |chapter= في مكان 33 (help)
- (بالألمانية) Wursteisen describing how the Jewish cemetery was razed in 1349, the tombstones were used to build the town wall
- (بالألمانية) Copy of the Basler Chronik for sale (with photos)